# Leucania bicristata
Leucania bicristata là một loài bướm đêm trong họ Noctuidae.